# In a Major Way
| Críticas profissionais | Críticas profissionais |
| Avaliações da crítica  | Avaliações da crítica  |
| Fonte                  | Avaliação              |
| ---------------------- | ---------------------- |
| Allmusic               | link                   |
| The Source             | link                   |

In a Major Way é o segundo álbum de estúdio do rapper da Bay Area E-40, lançado em 14 de março de 1995 pela Jive e Sick Wid It Records. Conta com a produção de Funk Daddy, Kevin Gardner, Mike Mosley, Sam Bostic e Studio Ton.
O álbum ficou na 2ª posição da Billboard R&B/Hip-Hop Albums e na 13ª posição da Billboard 200, vendendo 70,000 cópias na primeira semana. O single 1 Luv ficou na 71ª posição da Billboard Hot 100, na 51ª da Hot R&B/Hip-Hop Songs e na 4ª da Billboard Rap Songs, enquanto o single Sprinkle Me ficou na 44ª posição da Billboard Hot 100, na 14ª da Hot Dance Singles Sales, na 24ª da Hot R&B Singles, na 5ª da Hot Rap Tracks e na 27ª da Rhythmic Airplay Chart.
In a Major Way ganhou a certificação de ouro da RIAA em 16 de junho de 1995 e a de platina em 3 de junho de 2002.

## Faixas
1. "Intro"
2. "Chip In Da Phone"
3. "Da Bumble"
4. "Sideways" (feat. B-Legit & Mac Shawn)
5. "Spittin'"
6. "Sprinkle Me" (feat. Suga-T)
7. "Outta Bounds"
8. "Dusted 'N' Disgusted" (feat. 2Pac, Spice 1 & Mac Mall)
9. "1 Luv" (feat. Levitti)
10. "Smoke 'N Drank"
11. "Day Ain't No"
12. "Fed Ex" (feat. Suga-T)
13. "H.I. Double L." (feat. Celly Cel & B-Legit)
14. "Bootsee"
15. "It's All Bad" (feat. Lil E)
16. "Outro"

## Histórico nas paradas
Álbum
| Parada (1995)                 | Posição topo |
| ----------------------------- | ------------ |
| U.S. Billboard 200            | 13           |
| U.S. Billboard Top R&B Albums | 2            |

Singles
| Canção        | Parada (1995)                          | Posição topo |
| ------------- | -------------------------------------- | ------------ |
| "1-Luv"       | U.S. Billboard Hot 100                 | 71           |
| "1-Luv"       | U.S. Billboard Hot R&B Singles         | 51           |
| "1-Luv"       | U.S. Billboard Hot Rap Tracks          | 4            |
| "Sprinkle Me" | U.S. Billboard Hot 100                 | 44           |
| "Sprinkle Me" | U.S. Billboard Hot Dance Singles Sales | 14           |
| "Sprinkle Me" | U.S. Billboard Hot R&B Singles         | 24           |
| "Sprinkle Me" | U.S. Billboard Hot Rap Tracks          | 5            |
| "Sprinkle Me" | U.S. Billboard Rhythmic Airplay Chart  | 27           |